# Myriophyllum alpinum
Espèce
Classification APG III (2009)
Myriophyllum alpinum est une espèce de plantes aquatiques appartenant à la famille des Haloragaceae et au genre Myriophyllum.